# 贝伦多夫
贝伦多夫是德国石勒苏益格－荷尔斯泰因州的一个市镇。总面积10.26平方公里，总人口387人，其中男性196人，女性191人（2011年12月31日），人口密度38人/平方公里。